# 海峰杯プロ囲棋戦
海峰杯プロ囲棋戦（かいほうはいぷろいきせん、海峰盃職業圍棋賽）は、台湾の囲碁の棋戦。海峰棋院の棋王戦に次ぐ二つ目のプロ棋戦として2009年に開始。
- 主催 海峰棋院、(8回-)培生文教基金会
- 協力 台湾棋院、中華民国囲棋協会、LGS伝奇囲棋網
- 優勝賞金 (1-4回)50万元、(5回-)60万元

## 方式
- 64名のトーナメント戦で、決勝は三番勝負。
- コミは6目半。
- 持時間は、各3時間、残り5分から60秒の秒読み5回。15回から準々決勝までは各2時間、残り3分から60秒の秒読み3回。

## 歴代優勝者と決勝戦
（左が優勝者）
- 1回 2009年 林至涵 2-1 陳詩淵
- 2回 2010年 蕭正浩 2-0 林至涵
- 3回 2011年 林至涵 2-0 周俊勲
- 4回 2012年 陳詩淵 2-0 王元均
- 5回 2013年 王元均 2-1 蕭正浩
- 6回 2014年 楊博崴 2-1 陳詩淵
- 7回 2015年 陳詩淵 2-0 王元均
- 8回 2016年 蕭正浩 2-1 簡靖庭
- 9回 2017年 陳詩淵 2-0 王元均
- 10回 2018年 許皓鋐 2-0 簡靖庭
- 11回 2019年 許皓鋐 2-1 王元均
- 12回 2020年 賴均輔 2-0 林君諺
- 13回 2021年 許皓鋐 2-0 簡靖庭
- 14回 2022年 許皓鋐 2-0 林君諺
- 15回 2023年 王元均 2-0 徐靖恩
- 16回 2024年 許皓鋐 2-0 徐靖恩
- 17回 2025年 林君諺 2-1 徐靖恩